# Apomys littoralis
Apomys littoralis es una especie de roedor de la familia Muridae.

## Distribución geográfica
Se encuentra solamente en Filipinas.